# SpVgg Bad Pyrmont
Die SpVgg Bad Pyrmont (vollständiger Name: Spielvereinigung von 1920 Bad Pyrmont e. V.) war ein Fußballverein aus Bad Pyrmont. Der Verein wurde 1920 gegründet und hatte die Vereinsfarben Rot und Weiß. Die erste Mannschaft spielte zwischen 1974 und 1977 in der damals drittklassigen Oberliga Nord. Im Jahre 2022 ging der Verein im FC Bad Pyrmont Hagen auf.

## Geschichte

### Frühe Jahre (1920 bis 1969)
Im Jahre 1920 wurde der Verein als SV Eintracht Bad Pyrmont gegründet. Für die Spielzeit 1921/2 wurde eine Männermannschaft und eine Jugendmannschaft für den Punktspielwettbewerb des Verbandes gemeldet. In der Saison 1928/29 wurde die Eintracht Meister der Staffel 1 des Fußballgaues Hameln. Im Jahr 1934 wurde der Verein zwangsweise mit dem SC Blau-Weiß 1927 Bad Pyrmont und dem MTV Bad Pyrmont 1861 zum MTSV Bad Pyrmont zusammengeschlossen. Gleichzeitig wurde der MTSV in den NS-Reichsbund für Leibesübungen eingegliedert. Im Januar 1946 wurden nach der Auflösung des MTSV 1945 aus deren Fußballern, der ehemaligen Eintracht Bad Pyrmont, sowie Union Holzhausen und Grün-Weiß Holzhausen die SpVgg Bad Pyrmont gegründet. Der MTV Bad Pyrmont wurde nach Kriegsende ebenfalls wiedergegründet, allerdings ohne eine Fußballabteilung.
Am 20. Januar 1946 bestritt die Spielvereinigung ihr erstes Spiel gegen den SC Preußen Hameln. Im Jahre 1956 stieg die Mannschaft in die damals drittklassige Amateurliga 3 auf, musste diese aber nach einer Entscheidungsspielniederlage gegen den Badenstedter SC sofort wieder verlassen. Auch nach dem zweiten Aufstieg im Jahre 1959 folgte der sofortige Wiederabstieg. Mit einer Serie von 31:1 Punkten in Folge erzwang die Spielvereinigung in der Bezirksklassensaison 1960/61 ein Entscheidungsspiel gegen den SV Engern, welches die Pyrmonter mit 2:1 gewinnen konnten. In der Amateurliga wurde die Spielvereinigung 1962 Vizemeister hinter dem SV Obernkirchen. Zwei Jahre später qualifizierten sich die Pyrmonter als Vizemeister hinter Niedersachsen Döhren für die neu geschaffene Verbandsliga Süd. Trotz eines renommierten Trainers wie Fred Harthaus vermochte die Spielvereinigung nur Mittelfeldpositionen zu erreichen. In der Saison 1968/69 schafften die Pyrmonter nur knapp den Klassenerhalt.

### Die Ära Maaßen (1969 bis 1977)
Im Jahre 1969 übernahm der Barntruper Unternehmer Jürgen Maaßen, Sohn des langjährigen Präsidenten von Rot-Weiß Oberhausen, Peter Maaßen, die Vereinsführung. Jürgen Maaßen wollte die SpVgg in höhere Spielklassen führen und verschaffte dem Verein zahlreiche prominente Spieler. Zunächst erreichte die Spielvereinigung 1971 erstmals den DFB-Pokal, nachdem man im norddeutschen Pokal zuvor die Regionalligisten 1. SC Göttingen 05 und VfL Osnabrück besiegen konnte. In der ersten Runde auf Bundesebene kam das Aus gegen Werder Bremen. In der Verbandsliga reichte es 1972 nur zur Vizemeisterschaft hinter dem HSC Hannover. Ein Jahr später wurden die Pyrmonter Meister und stiegen nach einem 1:0-Sieg im letzten Aufstiegsrundenspiel gegen den TSV Sievern in die Landesliga Niedersachsen auf. In der Landesligasaison 1973/74 lieferte sich die Spielvereinigung ein spannendes Titelrennen mit der SpVgg Preußen Hameln. Obwohl die Pyrmonter nur Vizemeister wurden qualifizierte sich die Mannschaft für die neu geschaffene Oberliga Nord, für die mit Kurt Koch ein renommierter Trainer verpflichtet wurde.
Es begannen chaotische Zeiten. Im März 1975 ging die Mannschaft wegen nicht gezahlter Aufwandsentschädigungen in einen Trainingsstreik. Gleichzeitig geriet auch Jürgen Maaßens Firma in finanzielle Probleme. Es stellte sich heraus, dass Spielergehälter und Ablösesummen aus der Firmenkasse gezahlt wurden. Gleichzeitig wurde über Monate vergessen, die Mitgliedsbeiträge einzuziehen. Nachdem in der Saison 1974/75 der Klassenerhalt nur knapp geschafft wurde, verließen die meisten Spieler den Verein. In der folgenden Spielzeit wurde die SpVgg abgeschlagen und mit 120 Gegentoren Letzter. Nachdem Arminia Hannover und der VfL Wolfsburg den Aufstieg in die 2. Bundesliga schafften verblieben die Pyrmonter in der Oberliga. Ohne Sieg und mit 159 Gegentoren stieg die Mannschaft 1977 aus der Oberliga ab. Gegen Bremerhaven 93 verlor man mit 0:10, gegen den HSV Barmbek-Uhlenhorst mit 2:11 und gegen die Amateure von Werder Bremen gar mit 1:12. Während der Saison trat Jürgen Maaßen als Präsident zurück.

### Niedergang und Neuaufbau (seit 1977)
1978 qualifizierte sich die Spielvereinigung erneut für den DFB-Pokal und unterlag in der ersten Runde gegen Eintracht Frankfurt nur knapp mit 1:2. Im Jahre 1980 drückten 80.000 Mark Schulden den Verein und das Finanzamt forderte nicht gezahlte Steuern nach. Sportlich waren die Pyrmonter in der Verbandsligasaison 1980/81 chancenlos und stiegen als abgeschlagener Tabellenletzter ab. Um sich finanziell zu konsolidieren, zog der Verein die Mannschaft freiwillig in die 1. Kreisklasse Hameln/Pyrmont zurück. Vier Jahre später gelang der Aufstieg in die Kreisliga, dem 1989 der Sprung in die Bezirksklasse folgte.
Nach einigen weiteren Ab- und Aufstiegen trat die Spielvereinigung seit 2004 in der Bezirksliga Hannover 4 an. Zuvor stieg die Mannschaft zweimal in Folge auf. Im Jahre 2013 gelang der Aufstieg in die Landesliga Hannover. 2015 erreichte die Spielvereinigung nur den 13. Platz der Landesliga und verlor die Relegation gegen den FC Eldagsen. In der folgenden Saison 2015/16 gelang der direkte Wiederaufstieg. Vom Sommer 2017 bis zum Juli 2019 übernahm der ehemalige deutsche Nationalspieler David Odonkor das Traineramt. Im Jahre 2022 stieg die Spielvereinigung in die Bezirksliga ab.

## Persönlichkeiten
- Florian Büchler
- Fred Harthaus
- Sedekia Haukambe
- Helmut Kalthoff
- Peter Kitzmann
- Otto Laszig
- Karl-Heinz Nonnenbruch
- David Odonkor
- Klaus Ondera
- Michael Pyka
- Dieter Schollbach
- Kevin Schumacher
- Jürgen Tomczak
- Michael Wollitz

## Nachfolgeverein FC Bad Pyrmont Hagen

### Geschichte
Im Oktober 2021 kam es zu ersten Gesprächen zwischen der Spielvereinigung und der Fußballabteilung des Lokalrivalen TuS Germania Hagen über eine mögliche Fusion. Nachdem die Gespräche erfolgreich verliefen wurde am 28. Januar 2022 der neue Verein FC Bad Pyrmont Hagen gegründet. Am 16. Januar 2022 stimmte die Jahreshauptversammlung der Spielvereinigung, während die Mitglieder des TuS Germania Hagen drei Tage später ebenfalls zustimmten. Der FC Bad Pyrmont Hagen nahm zur Saison 2022/23 den Spielbetrieb in der Bezirksliga Hannover Staffel 5 auf, nachdem die Spielvereinigung in der Vorsaison aus der Landesliga Hannover abgestiegen war. Der TuS Germania Hagen war in der Saison 2021/22 aus der Bezirksliga abgestiegen. Nach zwei erfolgreichen Spielzeiten gelang 2025 der Klassenerhalt erst in der Relegation.

### Stadion
Der FC Bad Pyrmont Hagen trägt seine Heimspiele im Stadion an der Südstraße aus, welches Platz für 5000 Zuschauer bietet. Das Stadion an der Südstraße war zuvor die Heimat der Spielvereinigung. Der TuS Germania Hagen spielte auf der Sportanlage Hagen, die ebenfalls vom neuen Verein genutzt wird.